# 安田敦 (1998年生)
安田 敦（やすだ あつし、1998年7月24日 - ）は、埼玉県出身の子役。元ジュネス企画所属。

## 人物
5歳から空手を習っているほか、テレビ東京で放送された『おはスタ 年末スペシャル』のおもちゃナンダホーに出演。

## 出演

### テレビ番組
- ベネッセコーポレーション「わくわくじっけんしつ」（ベネッセチャンネル）
- ヒミツのちからんど「からだのちから」（2008年 - 、NHK教育）
- 異界百物語〜Jホラーの秘密を探る〜（2008年4月24日、NHK衛星ハイビジョン）
- 時々迷々「第6話・あぜみちクロスロード」（2009年、NHK教育） - タケル役
- おはスタ第1部・ムッシータウン「詩吟キッズ」（2009年4月 - 2010年9月、テレビ東京） - 吟人 ヤスダくんとして出演